# Я и призрак в моей комнате
«Я и призрак в моей комнате» (тайск. ผมกับผีในห้อง, также известный как «Нечто в моей комнате» и «Кто-то в моей комнате») — тайский телесериал 2022 года, снятый по комиксу «ผมกับผีในห้อง» («Phom kub phee») автора Raflael. Главные роли исполнили Танават Кусуван и Супанат Лоухапханит.

## Сюжет
Пхат (Танават Кусуван) только что переехал в новый съёмный дом вместе со своей матерью. Там он встречает Пхопа (Супанат Лоухапханит), призрака, который просит помочь найти его потерянную личность и разгадать тайну его смерти, так как сам ничего не помнит. На всё про всё у них остаётся всего 49 дней, прежде чем Пхоп превратится в неупокоенного блуждающего призрака.

## В ролях
| Актёр                    | Роль                                 |
| ------------------------ | ------------------------------------ |
| Танават Кусуван          | Пхатчарапон «Пхат»                   |
| Супанат Лоухапханит      | Нонтапхоп «Пхоп» Причатечасакун      |
| Чанокванан Ракчип        | мать Пхата Крис                      |
| Тханайонг Вонгтракул     | отец Пхата Край                      |
| Сумитра Дуанкэу          | подруга Пхата Дрим                   |
| Танакон Кунтчарасомбат   | парень Дрим Лак                      |
| Понсатон Падункетивон    | друг Пхата Бенджамин «Бен» Касемсири |
| Таначай Кулчароэнтаначот | друг Пхата и знакомый Пхопа Вин      |
| Дуантжай Хиранси         | риелтор Нуан                         |
| Сукон Саситчулака        | отец Пхопа Кинн                      |

## Производство

### Философский смысл
По словам режиссёра проекта Бандита Синтанапаради, лакорн «Я и призрак в моей комнате» сравнивает людей ЛГБТКИА+ с призраками, которых общество боится и предпочитает не видеть.

### Релиз
Премьера телесериала состоялась 19 января 2022 года на Channel 3. Также лакорн можно увидеть на Channel 33 и в приложении Application 3 Live.